# オーガスタス・レオポルド・キューパー

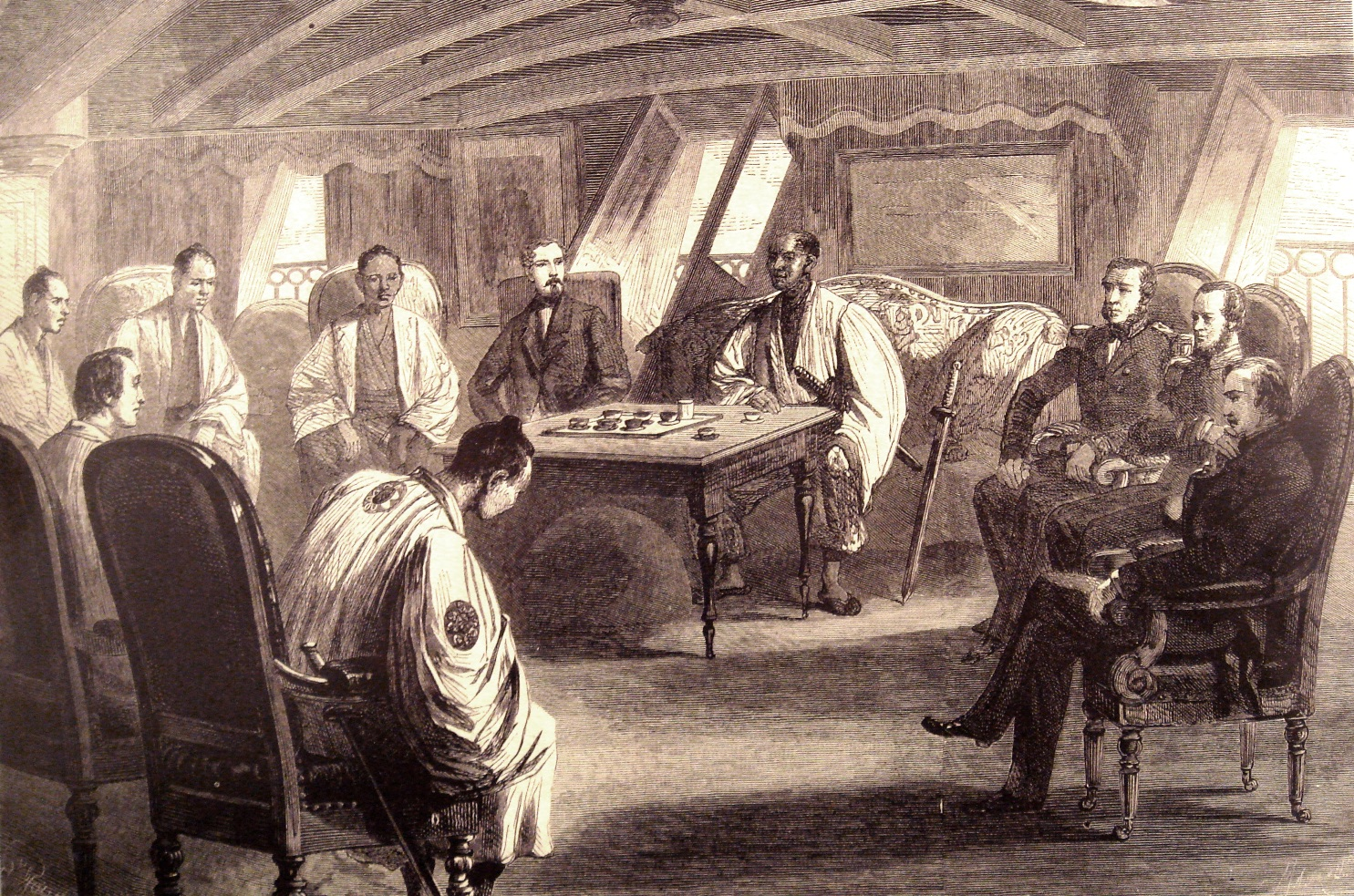
1863年7月2日、生麦事件賠償交渉のためのフランス軍艦セミラリス上での日英仏会議。手前：フランス語通訳、フレデリック・ブレクマン、幕府通訳。こちら向き（左より）：3人の神奈川奉行、フランス公使ド・ベルクール、若年寄酒井忠毗、英国海軍オーガスタス・レオポルド・キューパー提督、フランス海軍バンジャマン・ジョレス提督、イギリス代理公使ジョン・ニール。

サー・オーガスタス・レオポルド・キューパー（Augustus Leopold Kuper、1809年8月16日 - 1885年10月28日）は、英国王立海軍の提督で祖先はドイツ系、バス勲章の受勲者である。薩英戦争および下関戦争の司令官を務めた。
1837年6月19日にサー・ジェームズ・ジョン・ゴードン・ブレマー（James John Gordon Bremer）の長女であるエマ・マーガレットと結婚している。

## 軍歴
1823年に士官候補生として海軍に入る。1830年2月20日には中尉に昇進。翌1831年10月17日、アイルランド艦隊でエドワード・ラッセル卿（Lord Edward Russell）が艦長を務めるサベージ（HMS Savage）の乗組員となる。1832年4月9日には、ラッセルと共にスペイン海域艦隊の戦闘スループ・ニムロッド（HMS Nimrod）に異動した。1833年8月27日、ラッセルの後任としてジョン・マクドゥーガル（John Macdougall）が着任したが、キューパーはスペイン・ポルトガル海域艦隊に留まった。1836年3月30日からアレグザンダー・レントン・シャープ（Alexander Renton Sharpe）が艦長を務める三等戦列艦ミンデン（HMS Minden）に乗艦、1837年7月10日には後に義父となるゴードン・ブレマーが指揮するアリゲーター（HMS Alligator）へと異動した。アリゲーターはオーストラリアにあり、植民都市であるポート・エシントン（Port Essington）の建設に関与した。
1839年7月27日、キューパーは海尉でありながら、戦闘スループ・ペローラス（HMS Pelorus）の艦長代理となる。11月25日、ペローラスはポート・エシントンを襲ったサイクロンのため座礁したが、けが人はなくまたしばらく後に離礁に成功した。1840年12月中佐に昇進したが、ペローラスの艦長を務めた日に遡っての昇進が認められている。1840年3月5日、アリゲーターの艦長代理となり、アヘン戦争（1840-1842）に参加した。
1841年6月8日、大佐に昇進。同月14日にカライオピー（HMS Calliope）の艦長に就任し、広東の占領に参加した。1842年1月21日、バス勲章（CB：コンパニオン）を授与される。
1850年7月3日、帆走フリゲート・セティス（HMS Thetis）がプリマスで就役するとその艦長となり、1854年2月までその任にあった。1851年から53年にかけ、セティスはアメリカ大陸南東岸と太平洋に航海したが、バンクーバー島と米大陸との間のジョージア海峡にあるキューパー島（Kuper Island）は彼の名前にちなんだものである。
1855年8月13日から1856年1月24日にかけて、ロンドンおよび地中海で勤務した。
1861年に少将に進級、ジェームズ・ホープが指揮する英国東インド・中国艦隊に派遣される。1862年6月26日（文久2年5月29日）、第二次東禅寺事件が発生した。英国代理公使ジョン・ニールは、中国のホープに艦隊の派遣を要請した。これを受けてホープはキューパーをスクリューフリゲート・ユーライアラスと共に横浜に派遣した。キューパーが到着したのは9月14日（文久2年8月21日）、すなわち生麦事件当日の夕刻であった。この際、キューパーは積極的な行動はとらず、ホープの命令に従い、日本の海上交通の封鎖が可能か否かを調べ、一旦上海に戻っている。1862年10月29日にはホープの後を受け、東インド・中国艦隊の司令官となった。このとき中国は太平天国の乱の後半にあったが、同地のフランス海軍の司令官が中将であったため、釣り合いをとるために、キューパーも一時的に中将に昇進している。

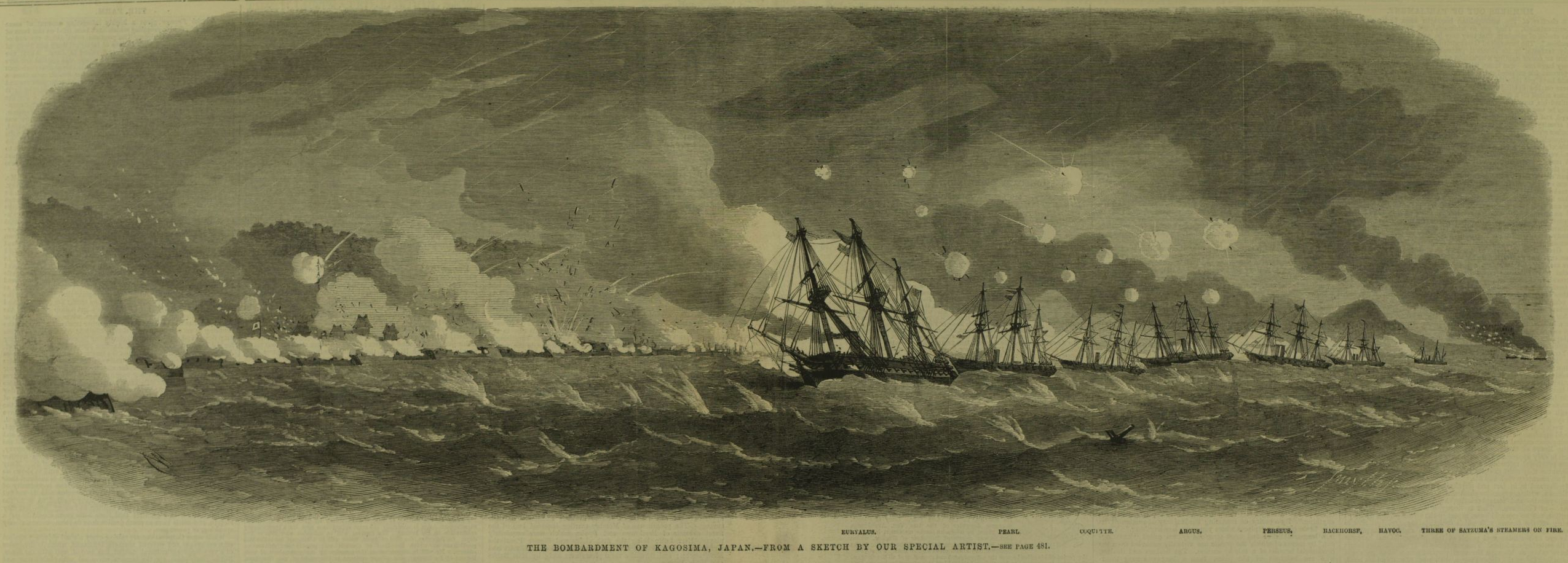
薩英戦争（1863年）において戦列を率いて鹿児島を砲撃するユーライアラス

1863年1月31日、品川・御殿山に建設中であった新英国公使館が焼き討ちにあう等、生麦事件後も日本の攘夷機運は高まるばかりであった。このため、キューパーは再び日本に向かい、3月22日（文久3年2月4日）横浜に到着した。このとき、キューパーは横浜に可能な限りの艦隊を集めることとした。この圧力もあり、6月23日（文久3年5月8日）に幕府は生麦事件の賠償金10万ポンド（第二次東禅寺事件の賠償金1万ポンドと合わせ、合計11万ポンド）の支払いに同意した。
1863年8月6日、薩摩藩との残りの賠償金2万5000ポンドの直接交渉のため、キューパーはユーライアラスに将旗を掲げ、7隻の英国軍艦を率いて横浜を出港、8月11日に鹿児島沖に到着した。この遠征にはニールも同行した。8月14日、ニールは薩摩藩の使者に対し、要求が受け入れられない場合は武力行使に出ることを通告し、翌日戦闘が開始された。8月17日、英軍は鹿児島から撤退した。この際、ユーライアスの艦長と副長が戦死している（薩英戦争）。
1864年には、キューパーは四カ国連合艦隊17隻の司令官として、再びユーライアスに将旗を掲げて長州藩を攻撃した。その際の通訳はアーネスト・サトウであった。この時の功績により、1864年2月25日にバス勲章（KCB：ナイト・コマンダー）を授与され、正式に中将に昇進した。

## 参考
- 'The British Bombardment of Kagoshima, 1863: Admiral Sir L. Kuper and Lt. Colonel Neale', Appendix One, British Envoys in Japan 1859-1972, edited and compiled by Hugh Cortazzi, first published by Global Oriental for the Japan Society, 2004. ISBN 1-901903-51-6
- See the entry by J.K.L. (John Knox Laughton) in the Dictionary of National Biography